# Pacificincola aviculifera
Pacificincola aviculifera är en mossdjursart som först beskrevs av Osburn 1914.  Pacificincola aviculifera ingår i släktet Pacificincola och familjen Pacificincolidae. Inga underarter finns listade i Catalogue of Life.